# さわやかラジオ 気分上々
さわやかラジオ 気分上々（さわやかラジオ きぶんじょうじょう）とは2011年4月4日から2017年3月31日までRNCラジオで放送されていたラジオ番組。

## 概要
前番組の「さわやかラジオ きょうも一日きし、快晴!」をリニューアルする形で、2011年4月にスタートした。パーソナリティの亀谷は「さわやかラジオ かめばかむほど」以来、9年ぶりの朝ワイドのラジオ番組担当になった。2017年4月からの改編により「さわやかラジオ おはようハイタッチ!」としてリニューアルするため同年3月31日の放送で6年およぶ放送は終了した。リニューアル後は中桐以外のパーソナリティは続投する。

## 出演者
- パーソナリティ 
  - 亀谷哲也（月～水 番組開始 - ）
  - 中桐康介（木、金 2014年3月 -）
- アシスタント
  - 磯部路恵（月 2013年4月 -）
  - 畑中優（火、金 2012年4月 -）
  - 上原慶子（水、木・2012年4月 -）

## 過去の出演者
- パーソナリティ
  - 菊池優（木・金 2011年4月 - 2011年6月）
  - 池田弥生（木 2011年7月 - 2012年3月）
  - 宮宇地美穂（金 2011年7月 - 2012年3月）
  - 山崎達也（木・金 2012年4月 - 2014年2月）
- アシスタント
  - 赤松美樹（月・火 番組開始 - 2012年3月）
  - 高見千鶴（水 番組開始 - 2012年3月）
  - 杉ノ内由紀（木・金 番組開始 - 2012年3月）
  - 木戸亜耶（月 2012年3月 - 2013年3月）